# Rosa acicularis
Rosa acicularis, cunoscută sub numele de trandafirul sălbatic acicular sau trandafirul cu ace, este o specie de trandafir sălbatic răspândită în regiunile temperate și boreale din emisfera nordică. Această specie este apreciată atât pentru aspectul său decorativ, cât și pentru proprietățile medicinale.

## Caracteristici generale
- Familie: Rosaceae
- Habitat: Crește în păduri, margini de păduri, pășuni și pe malurile râurilor. Este adaptată la diverse tipuri de sol, de la cele nisipoase la cele argiloase.
- Origine: Este nativă din America de Nord, Europa și Asia.
- Înălțime: Poate atinge între 1 și 3 metri în înălțime.
- Frunze: Compuși, imparipenate, formate din 5-7 foliole de culoare verde închis, cu margini serate.
- Flori: Florile sunt simple, cu 5 petale, de culoare roz (uneori alb palid). Înflorește din mai până în iulie.
- Fructe: Măceșele sunt de culoare roșu-portocalie, globulare sau eliptice, bogate în vitamina C.

## Caracteristici specifice
- Spini: Tulpinile sunt acoperite de spini fini și densi, care dau plantei un aspect "acicular" (asemănător acelor).
- Rezistență: Este o plantă foarte rezistentă la frig, supraviețuind în condiții de temperaturi scăzute, specifice tundrei și zonelor montane.

## Utilizări
- Medicinale: Fructele (măceșele) sunt utilizate pentru prepararea de ceaiuri, siropuri și suplimente datorită conținutului lor ridicat de vitamina C, antioxidanți și compuși antiinflamatori.
- Ornamentale: Rosa acicularis este cultivată și ca plantă ornamentală în grădini naturale sau în scopul atragerii polenizatorilor.
- Ecosistem: Servește ca hrană pentru păsări și alte animale sălbatice, mai ales prin fructele sale.

```
==Curiozități ==
```

Este considerată floarea națională a provinciei Alberta, Canada.
În medicina tradițională, părți ale plantei, precum frunzele și florile, sunt folosite pentru tratarea durerilor și inflamațiilor.